# Gerzat
Gerzat è un comune francese di 10 268 abitanti situato nel dipartimento del Puy-de-Dôme nella regione dell'Alvernia-Rodano-Alpi.

## Storia

### Simboli
Lo stemma comunale è stato adottato nel 1971.

## Società

### Evoluzione demografica
Abitanti censiti